# Râul Bursăcăria
Râul Bursăcăria este un curs de apă, afluent al râului Valea Mare. 